# Majasaari (ö i Muurame, Saarenkylä)
Majasaari är en ö i norra delen av Päijänne i Finland. Den ligger i sjön Päijänne och i kommunen Muurame i den ekonomiska regionen  Jyväskylä  och landskapet Mellersta Finland, i den södra delen av landet, 220 km norr om huvudstaden Helsingfors. Öns area är 35,2 hektar och dess största längd är 1 kilometer i öst-västlig riktning.